# Mairie du 1er arrondissement de Paris

Logo de la mairie de Paris Centre.

La mairie du 1er arrondissement de Paris est le bâtiment qui hébergeait les services municipaux du 1er arrondissement de Paris, en France.

## Situation et accès
Le bâtiment est situé sur la place du Louvre, en retrait du tracé de la rue du Louvre, à côté de l'église Saint-Germain-l'Auxerrois, dont elle est le pendant, et face à la colonnade du Louvre de Claude Perrault.
Le bâtiment présente une architecture éclectique mais largement inspirée par le style gothique de l'église Saint-Germain-l'Auxerrois à laquelle sa façade répond.

## Historique

### Recherche de ses limites

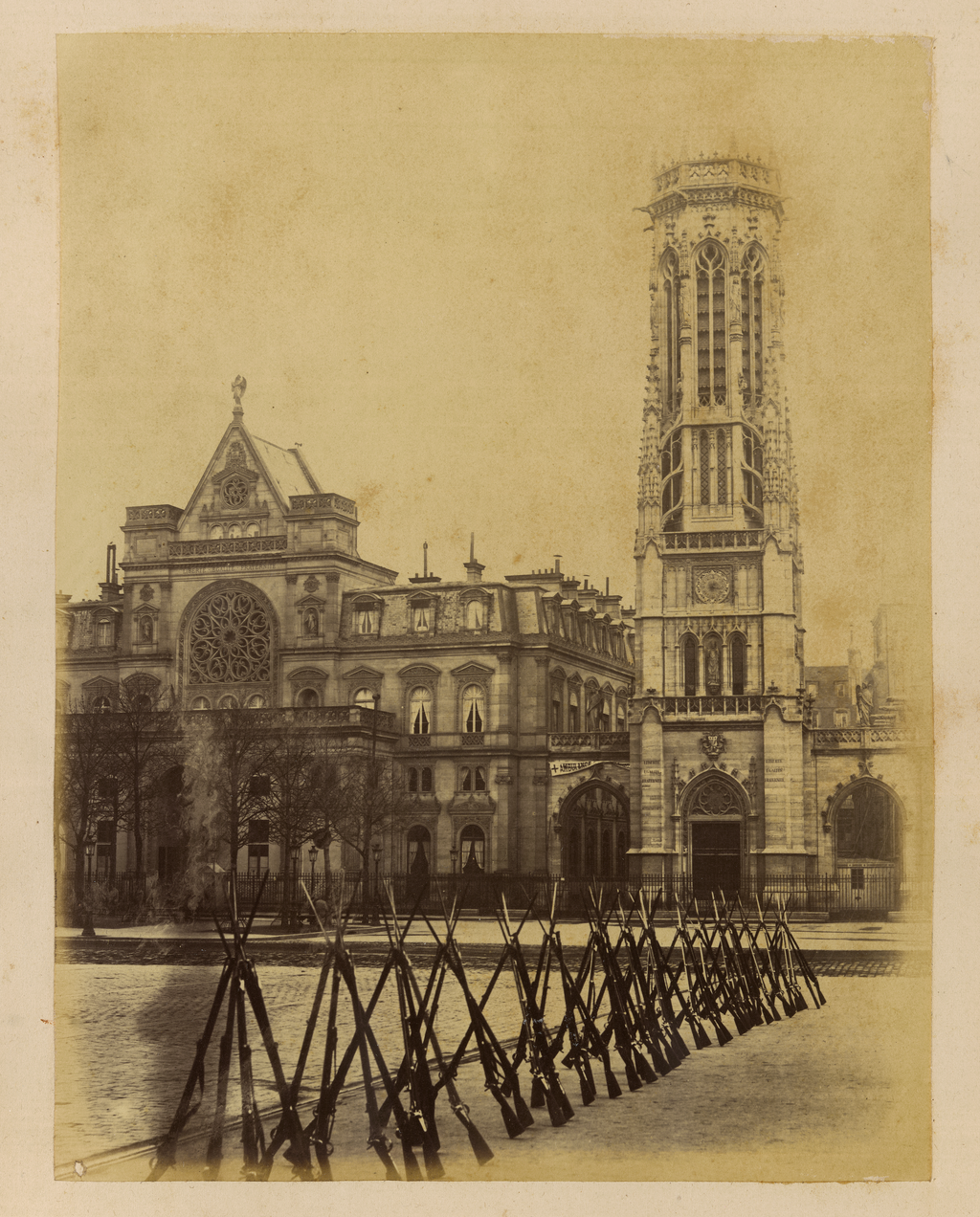
La mairie vers 1870-1871.

Le bâtiment de cette nouvelle mairie d'arrondissement a été conçu par l'architecte Jacques Hittorff et édifié entre 1858 et 1863. En 1860, conformément à la loi du 16 juin 1859, la création, dans le périmètre de l'enceinte fortifiée de Thiers vingt arrondissements, au lieu de douze, qui depuis 1793, constituait une mosaïque administrative contenue dans l'enceinte des fermiers généraux.
Le découpage administratif de Paris réalisé durant la Convention étant relativement complexe, il est décidé, en 1860, que les nouveaux arrondissements soient établis, de manière plus logique, en partant de la Seine, dans le sens des aiguilles d'une montre.

Le 1er arrondissement fut situé au centre de cette spirale. Il fut créé sur les quartiers appartenant auparavant à l'ancien 4e arrondissement  (quartiers du Louvre, Saint-Honoré, de la Banque et des Marchés), à l'ancien 2e arrondissement (quartiers de la Butte des Moulins, et du Palais-Royal), aux anciens 3e et 5e arrondissement(quartiers de la rue Montmartre, Saint-Eustache et Montorgueil) et à l'ancien 1er arrondissement (quartier des Tuileries)
L'ancien 1er arrondissement, dont la mairie était installée rue d'Anjou dans l'hôtel de Contades, s'étendait sur la totalité du 8e arrondissement actuel et une partie du 16e arrondissement entre la place Charles-de-Gaulle, le pont de l'Alma et la place du Trocadéro.
Le nouveau 1er arrondissement comporta comme tous les autres, quatre quartiers : Saint-Germain-l'Auxerrois, les Halles, Palais-Royal et Place Vendôme.
En 1860, la municipalité eut la chance de pouvoir disposer d'une mairie toute neuve qui venait d'être construite pour l'ancien 4e arrondissement dont le bâtiment municipal était jusque là situé place du Chevalier-du-Guet/rue du Chevalier-du-Guet dans l'hôtel du Chevalier-du-Guet qui disparaitont lors de la création des rues de Rivoli et des Halles.

### Changement d'affectation
Le 11 juillet 2020 est créé le secteur Paris Centre, regroupant les quatre arrondissements centraux de Paris. Conformément aux résultats d'une votation citoyenne, la mairie du 3e arrondissement devient la mairie du secteur. La mairie du 1er arrondissement est amenée à héberger les équipes chargées de l'organisation des Jeux Olympiques et Paralympiques de 2024 et des dispositifs d'aide au sans-abris.
À l'été 2021, la création d’une Maison de la Jeunesse est initiée par la Ville de Paris place du Louvre, dans les locaux de l’ancienne mairie du 1er arrondissement. Ce nouveau service public municipal permet aux jeunes de bénéficier de conseils et de solutions sur plusieurs thématiques comme la formation, l’insertion professionnelle, la santé, l’accès aux droits, l’engagement citoyen, les loisirs, la culture, le sport avec comme partenaires le CIDJ (Centre d'information et de documentation jeunesse), la Mission locale de Paris, le CLLAJ (Comité local pour le logement autonome des jeunes), l’association APASO ou encore les Restos du cœur.

### Aménagement de l'espace face à la colonnade du Louvre
Le dégagement de la colonnade du Louvre avait commencé à préoccuper les architectes et urbanistes dès la fin du XVIIe siècle. Il est alors envisagé la création, dans le quartier, d'une place importante et  l'ouverture d'une avenue en direction de l'Hôtel de Ville. Mais la présence de l'église Saint-Germain-l'Auxerrois rendit irréalisable ce projet.

Dans les années 1755 à 1776, l'architecte Jacques-Germain Soufflot réussit à aménager un terre-plein devant la colonnade. À la période Révolutionnaire, l'espace faisant face à l'église Saint-Germain-l'Auxerrois est dégagé et au début du Premier Empire, Napoléon s'intéressa au vieux projet d'axe Est-Ouest, et proposa une avenue triomphale entre la colonnade du Louvre et la place du Trône.
Victor Hugo déclare alors « un jour, on rasera Notre-Dame sous prétexte d'en élargir le parvis ».
La création de la place du Louvre fut déclarée d'utilité publique en 1853, alors que Napoléon III et le préfet Haussmann allaient achever la rue de Rivoli qui, depuis le Premier Empire, s'arrêtait à la hauteur de la rue de Rohan.
Le préfet Haussmann fit reproduire sur la place l'architecture homogène qui caractérisait les immeubles de la rue de Rivoli, dont les arcades, en 1855, avaient atteint la rue des Poulies. Les arcatures en plein cintre furent donc de rigueur pour les deux grands immeubles qui encadrent la place (côté rue de Rivoli et coté quai du Louvre).

Face à la colonnade du Louvre, il fallait un bâtiment équivalent par sa masse et sa silhouette, à la façade de l'église Saint-Germain-l'Auxerrois. Le 12 avril 1855, Jacques Hittorff est chargé de l'édification de la « mairie du Louvre ».

Vues historiques
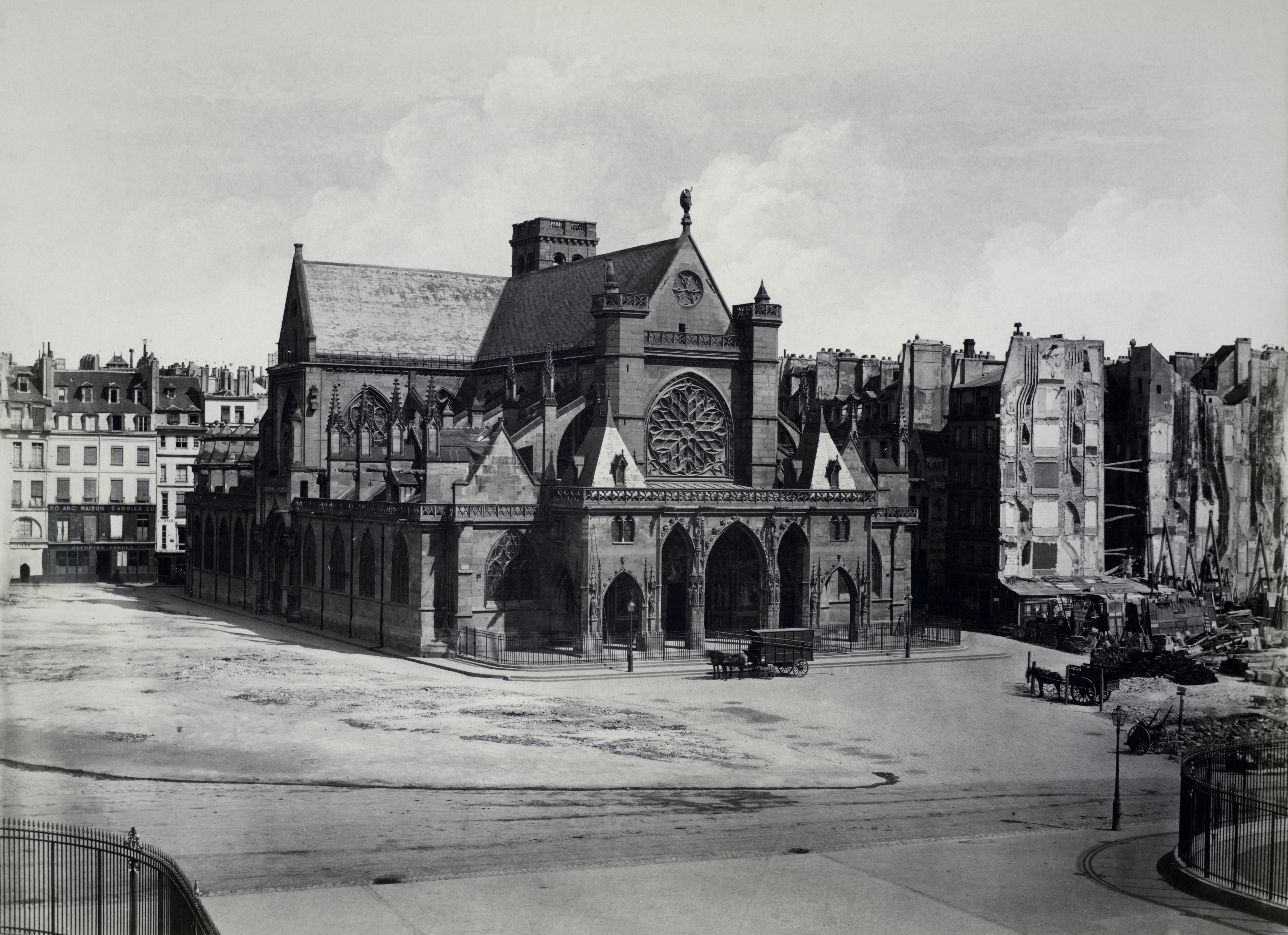
La place du Louvre en cours de création en 1858.
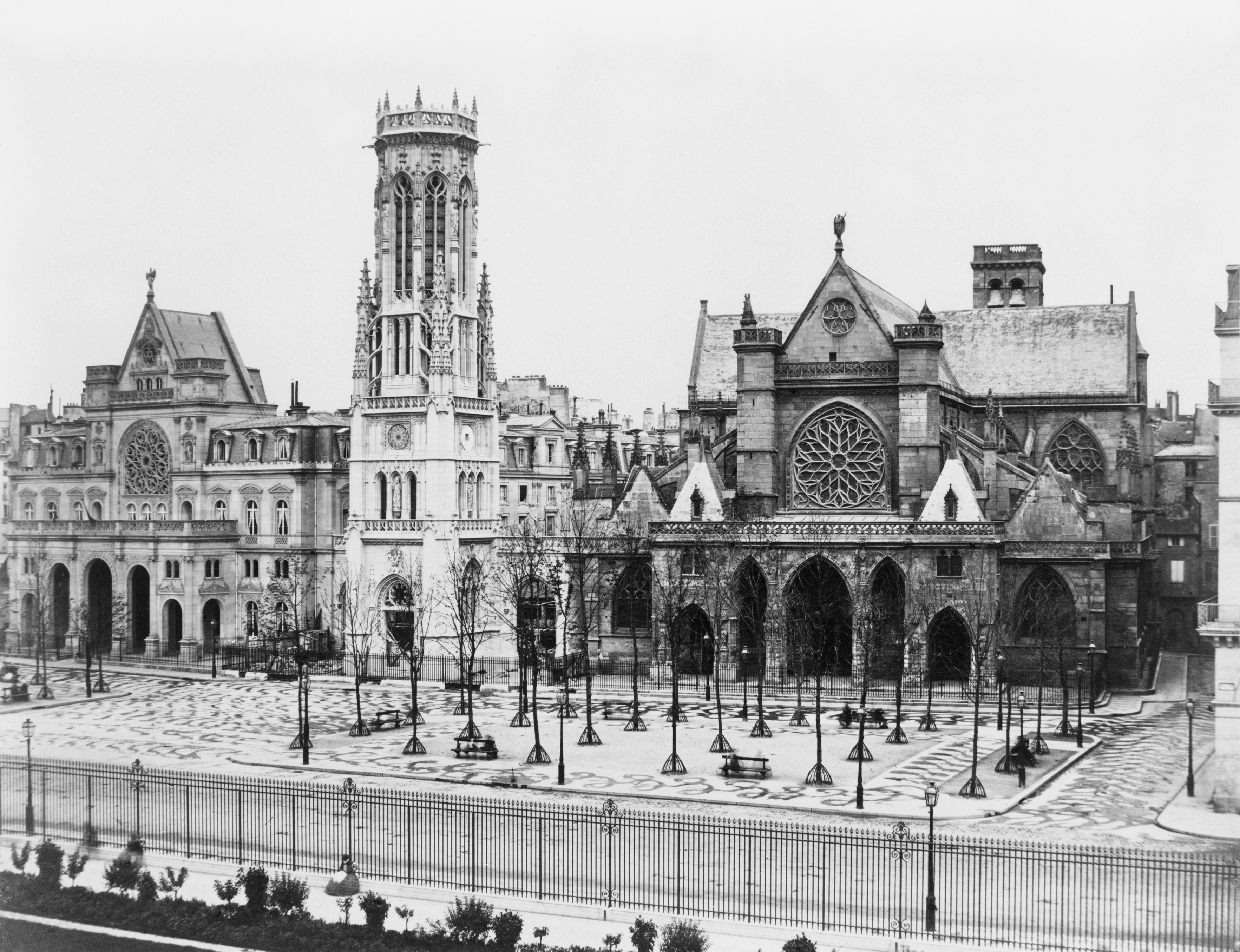
Place du Louvre entre 1858 et 1870, vue par Édouard Baldus.
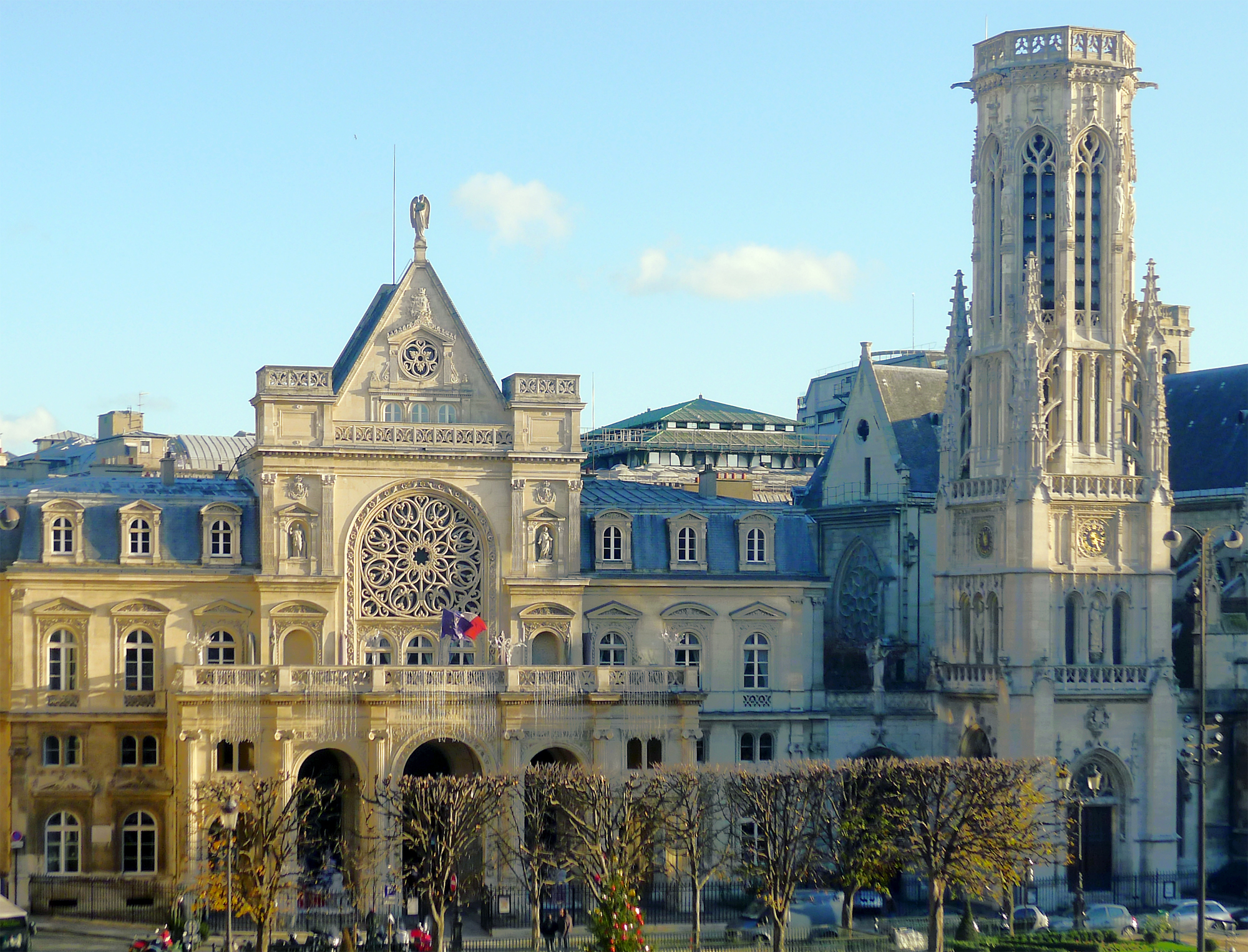
La mairie avec son campanile vus depuis le palais du Louvre (2011).

### Architecture

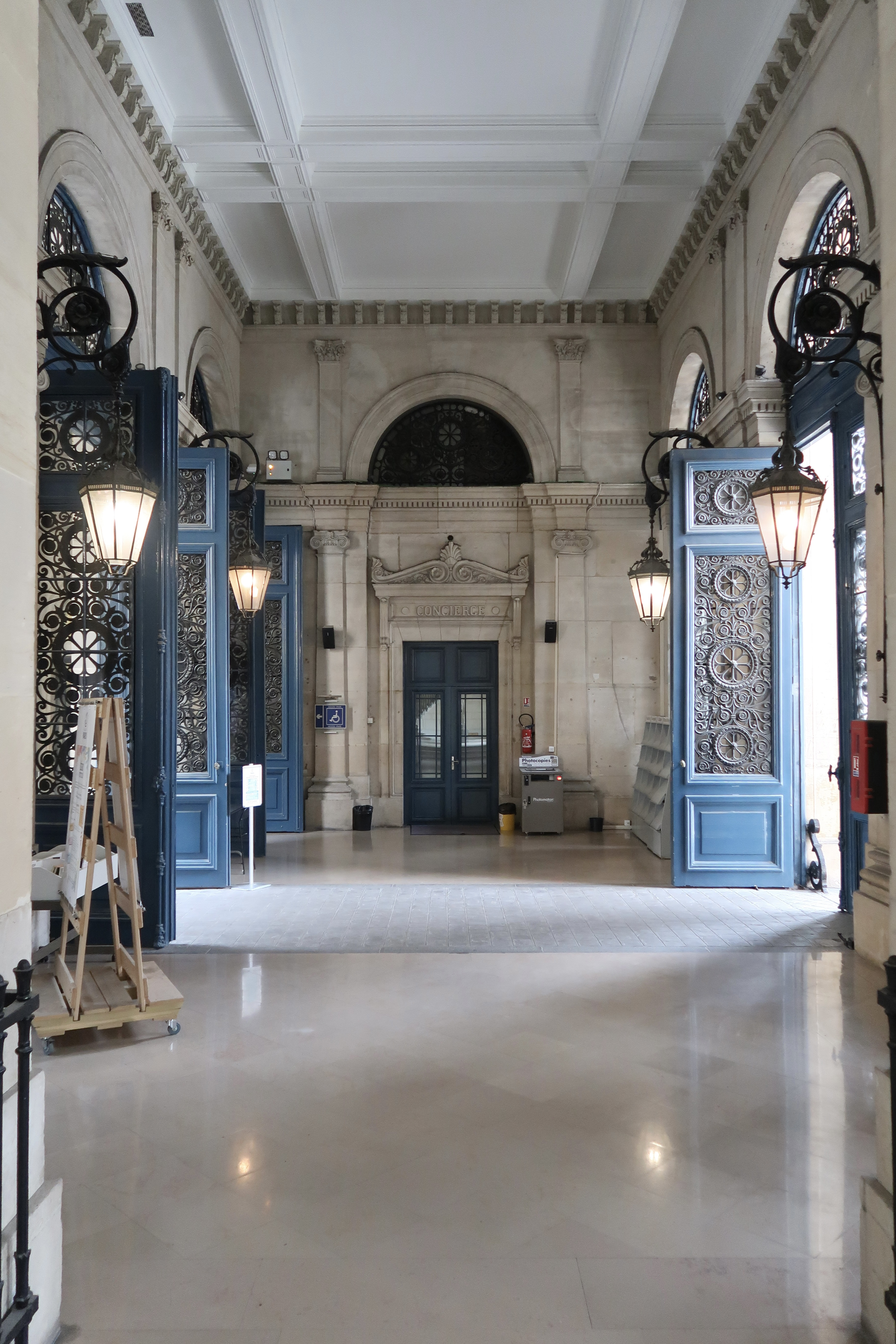
Hall.

Haussmann souhaitait que la mairie rappelle par sa silhouette l'église voisine, symbolisant « l’association, justement pondérée, des actes de l’État Civil et des Cérémonies religieuses qui les consacraient ». Hittorff utilisa le vocabulaire architectural classique inspiré de la première Renaissance avec colonnes, balustrades, frontons et entourages de fenêtres ornés en haut-relief, tant sur les façades extérieures que sur celles de la cour d'honneur. Face à la place du Louvre, le porche reproduisit exactement le rythme des cinq arches d'inégales hauteur du porche de l'église Saint-Germain-l'Auxerrois. Au 1er étage, entre les tourelles, une grande rosace y est placée. Haussmann, dans ses Mémoires, juge sévèrement qu’il s'agit d'un « pastiche, en style moderne, du gothique bâtard de l’Église » et regrette d'en être en partie responsable. L’ensemble (église, beffroi, mairie) est source de quolibets : les Parisiens le surnomme « l’huilier ».
Le beffroi
Placé entre la mairie et l'église Saint-Germain-l'Auxerrois, la construction du beffroi fut entreprise en 1858 sur les plans de Théodore  Ballu qui venait de restaurer, de 1852 à 1855, la tour Saint-Jacques. De style gothique flamboyant — que l'on prend souvent pour le clocher de l'église — relié de part et d'autre aux deux édifices par deux portes du même style donnant accès au square qui les sépare, il mesure trente-huit mètres de haut, et se compose de quatre étages inégaux. Une tourelle placée sur la façade arrière contient l'escalier à vis. Le beffroi est orné de gargouilles, de pilastres, d'arcs-boutants, de baies ogivales à meneaux. Au premier étage on y trouve les statues des évêques saint Germain l'Auxerrois, saint Landry, saint Denis et les rois Childebert, Clovis, Pépin le Bref, Philippe Auguste, Saint Louis, Hugues Capet, Charlemagne et Dagobert.
La salle des mariages
La « salle des mariages » est le lieu le plus spectaculaire de l'édifice, par sa situation face à la colonnade du Louvre. Elle comporte un ensemble sculptural de Jean-Baptiste Klagmann. Au-dessus, entre la corniche et le plafond, dans les tympans en demi-cercle, on peut voir trois compositions du peintre Albert Besnard, allégories intitulées Le Printemps, ou le matin de la vie, L’Été, ou le milieu de la vie et L'Hiver, ou le soir de la vie, ensemble décoratif mis en place en 1887.
Plaques

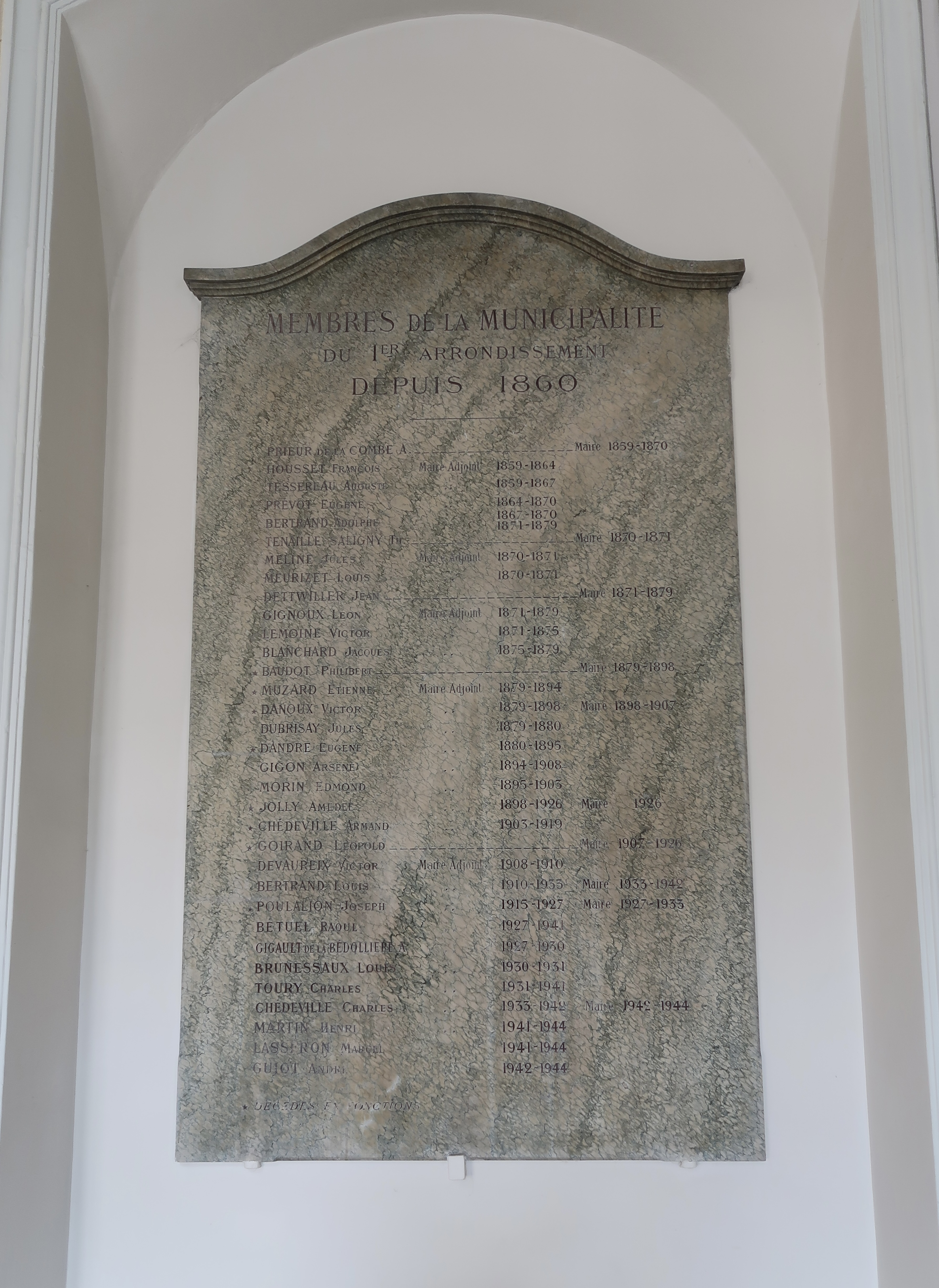
Membres de la municipalité à partir de 1860.
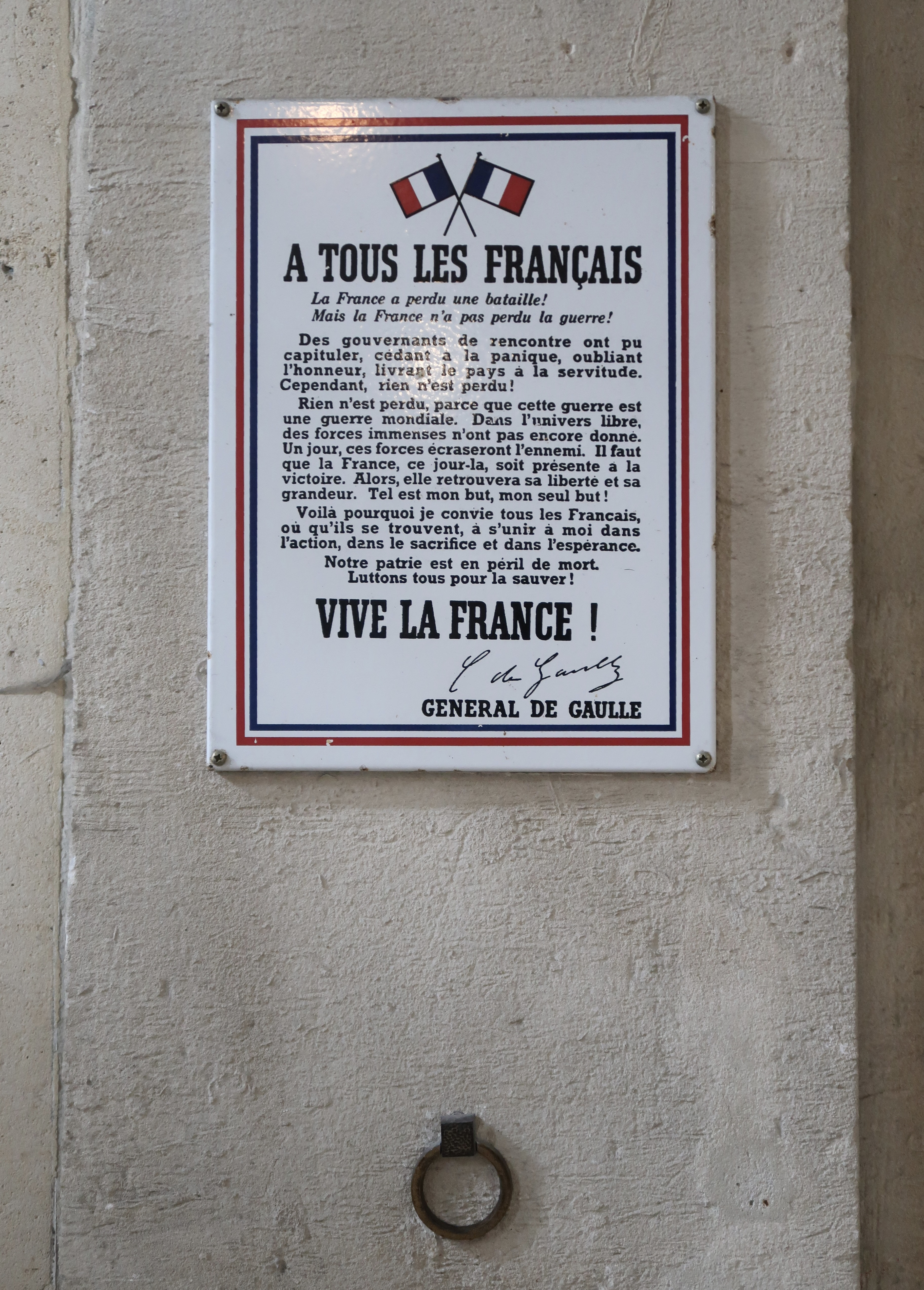
Appel « À tous les Français » (3 août 1940).
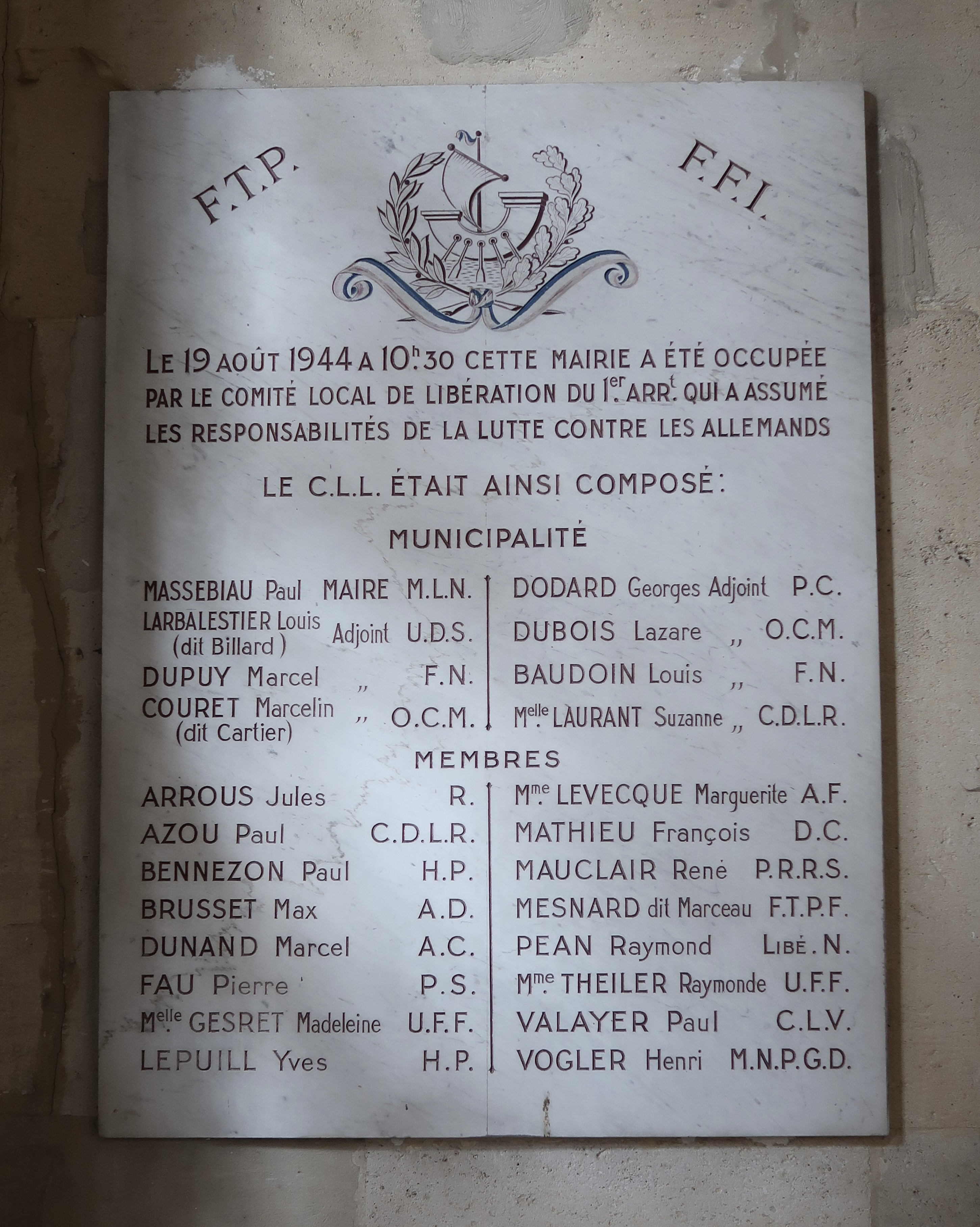
Comité local de libération (1944).
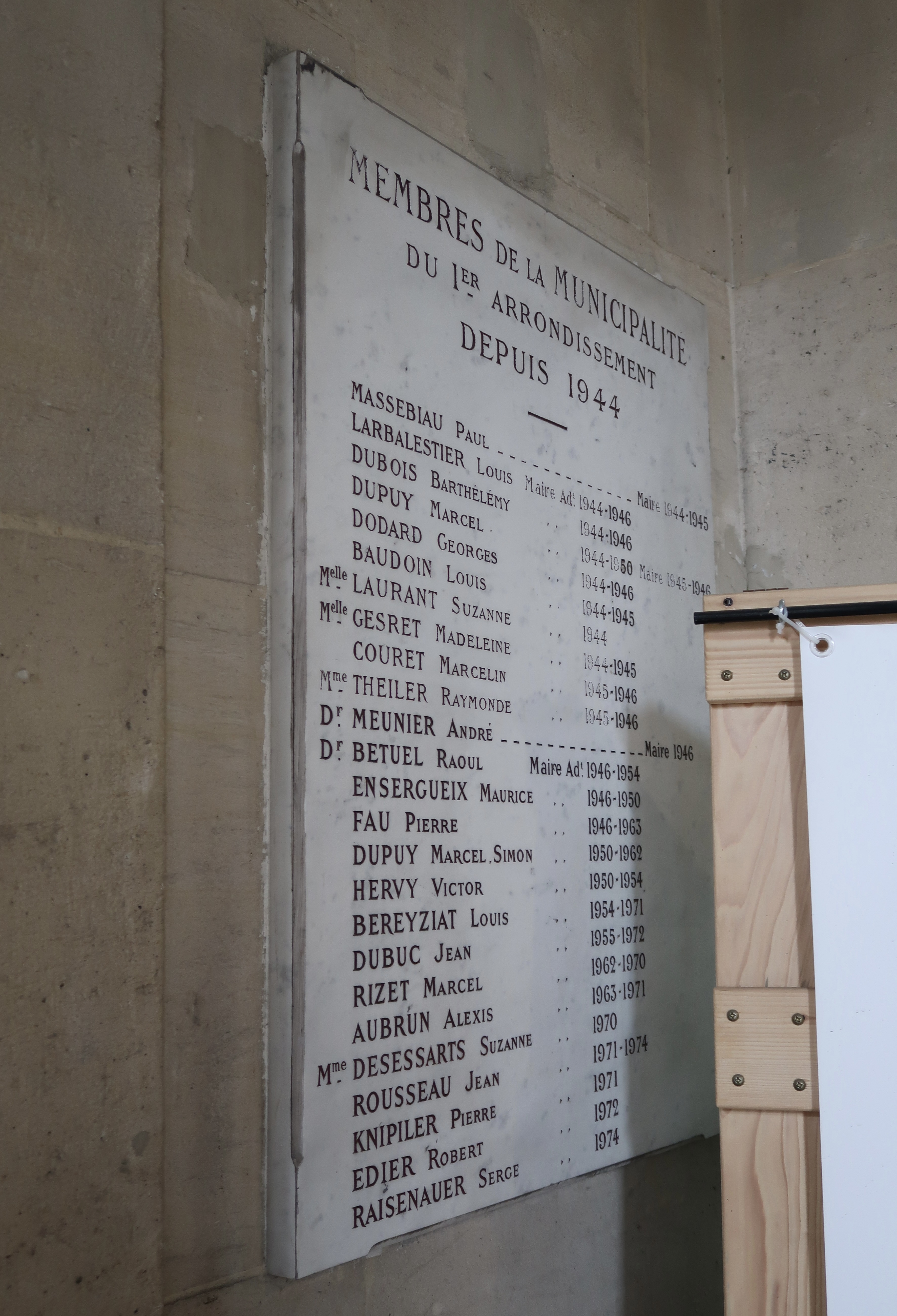
Membres de la municipalité à partir de 1944.